# Mortes em setembro de 2016
Mortes em 2016: ← Janeiro – Fevereiro – Março – Abril – Maio – Junho – Julho – Agosto – Setembro – Outubro – Novembro – Dezembro →
Esta é uma relação de pessoas notáveis que morreram durante o mês de setembro de 2016, listando nome, nacionalidade, ocupação e ano de nascimento.

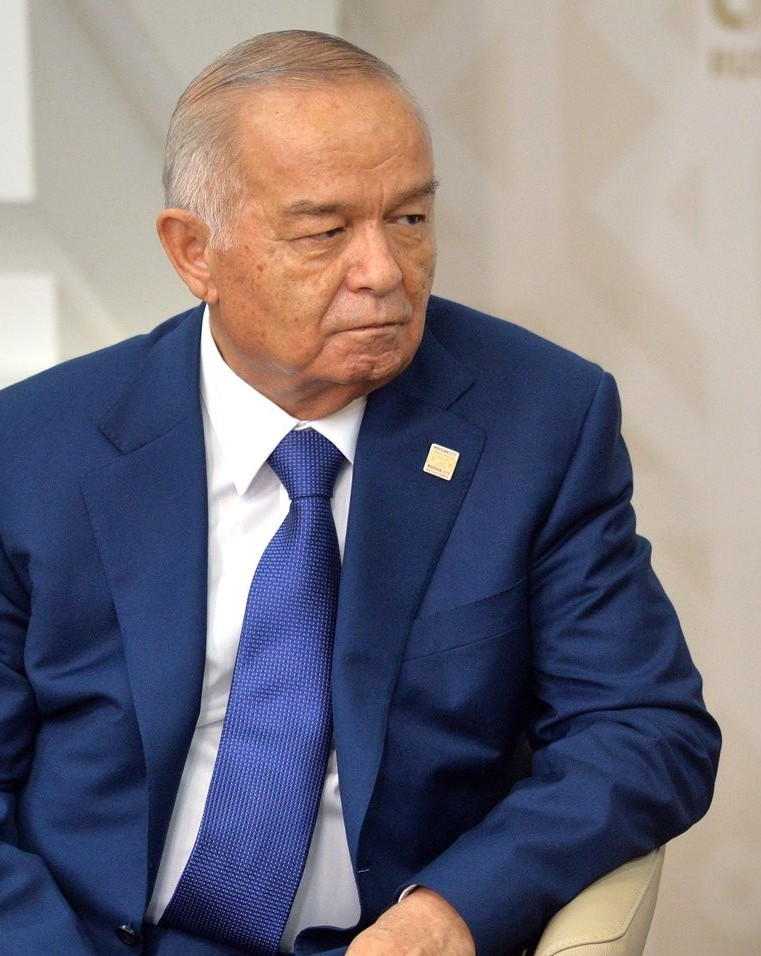
Islam Karimov, presidente do Uzbequistão

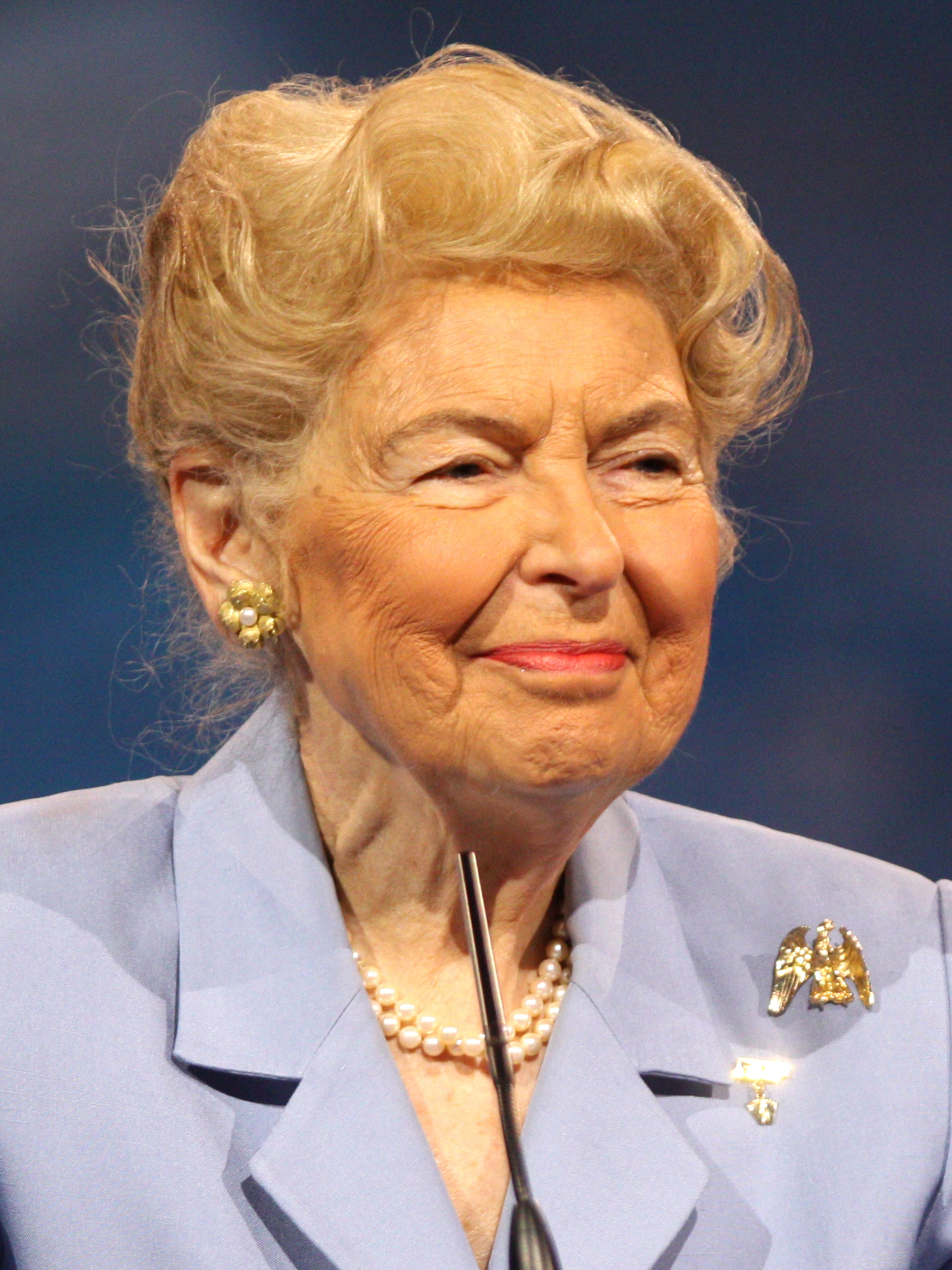
Phyllis Schlafly, advogada estadunidense

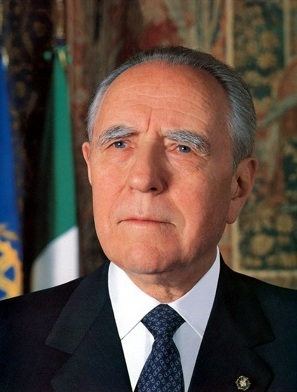
Carlo Azeglio Ciampi, presidente da Itália

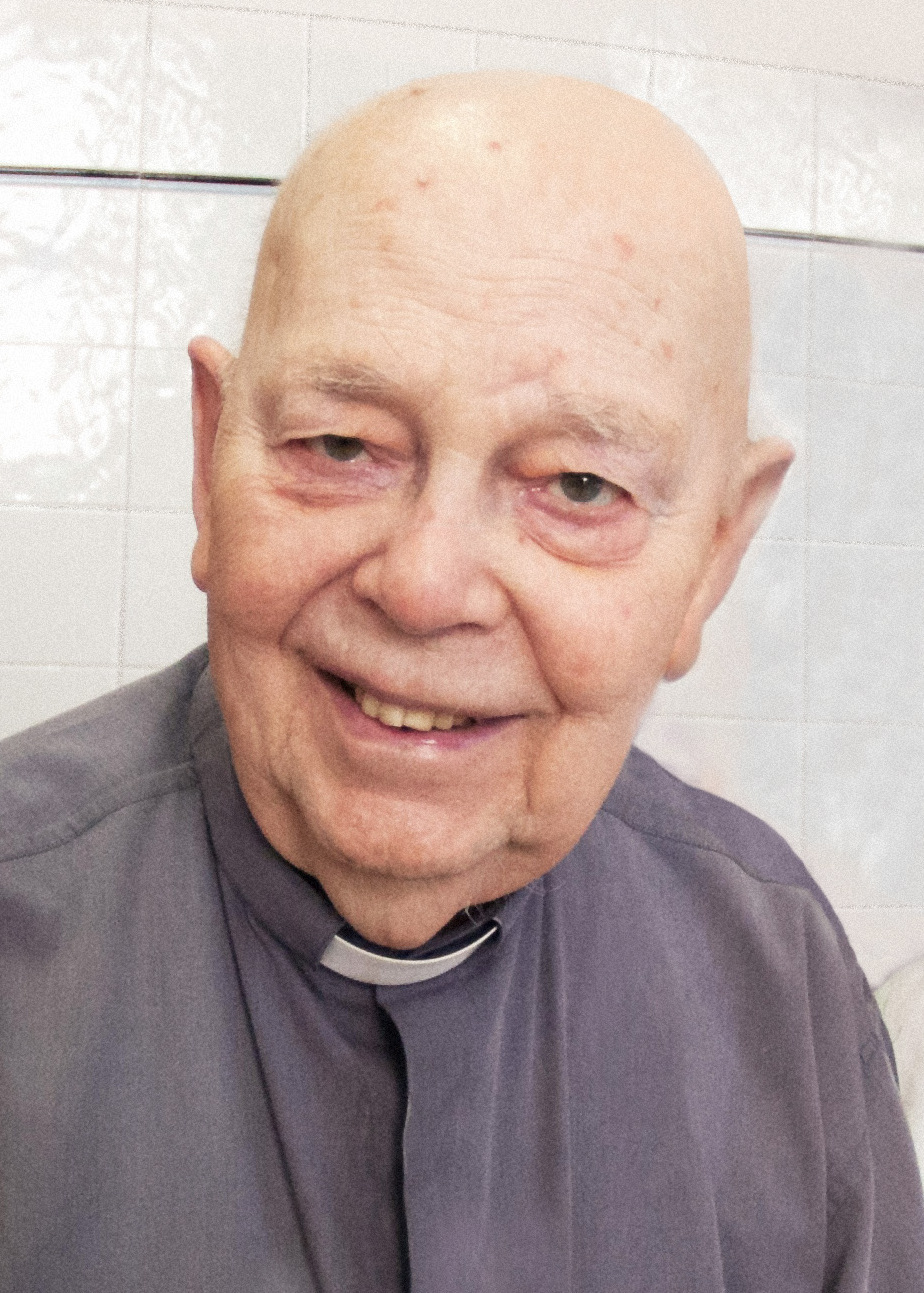
Gabriele Amorth, presbítero italiano

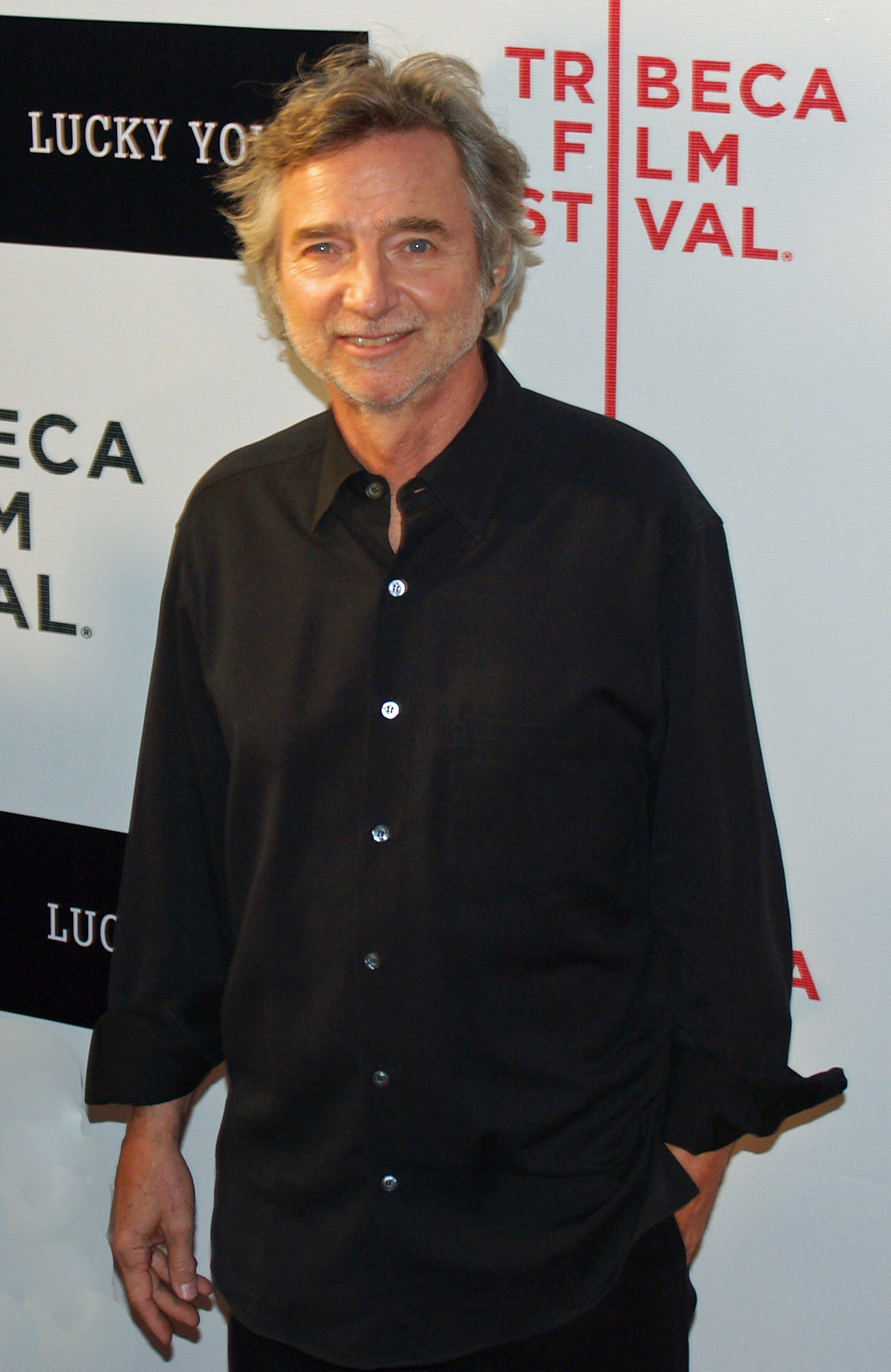
Curtis Hanson, cineasta estadunidense

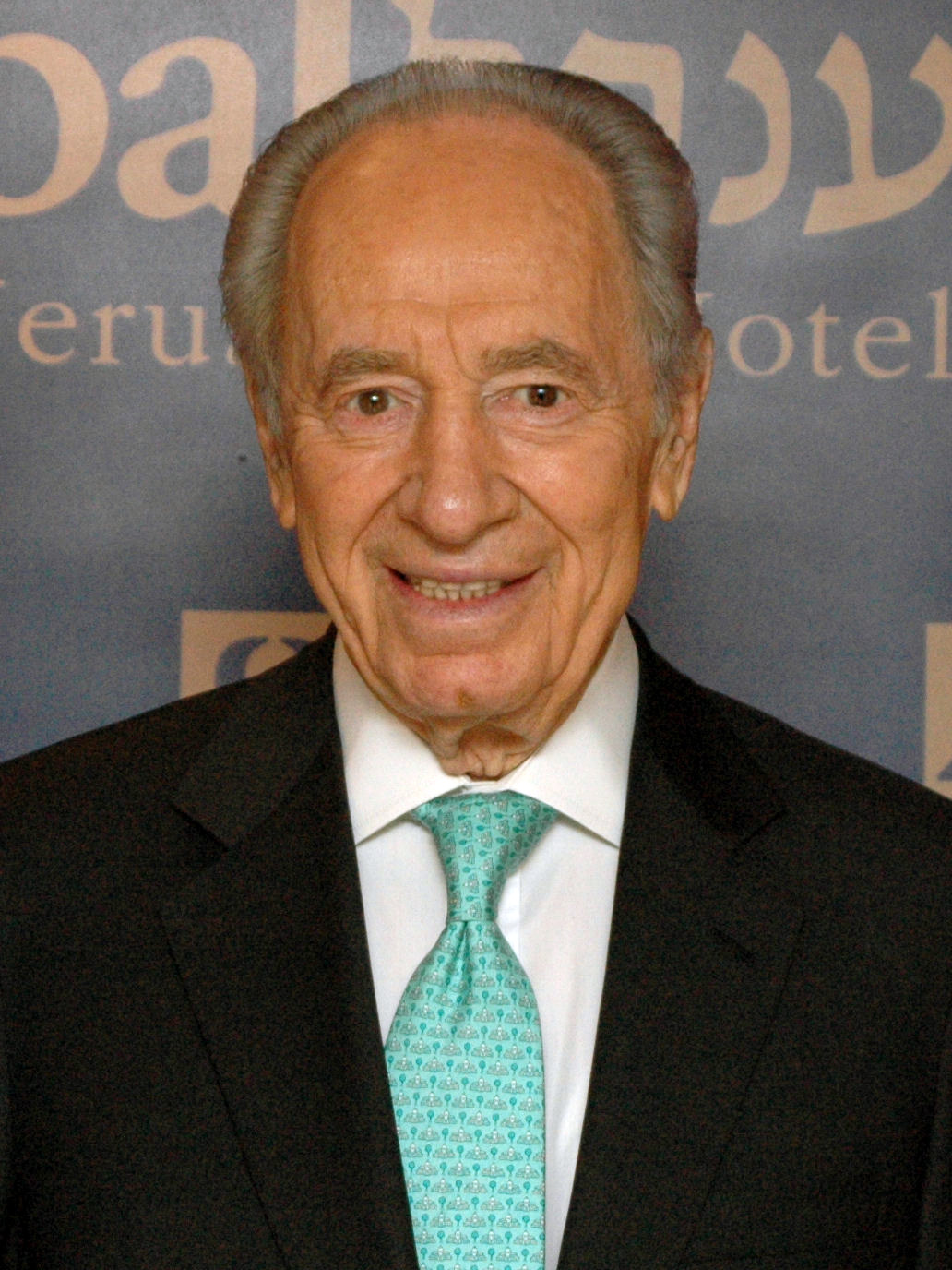
Shimon Peres, primeiro-ministro, presidente de Israel e Nobel da Paz

| Dia | Nome                              | Profissão ou motivo de reconhecimento        | Nacionalidade        | Ano de nasc. | Ref           |
| --- | --------------------------------- | -------------------------------------------- | -------------------- | ------------ | ------------- |
| 2   | Islam Karimov                     | Presidente                                   | Uzbequistão          | 1938         | [ 1 ]         |
| 2   | Daniel Willems                    | Ciclista                                     | Bélgica              | 1956         | [ 2 ]         |
| 2   | Antonina Seredina                 | Velocista                                    | Rússia               | 1929         | [ 3 ]         |
| 3   | Gary D                            | DJ                                           | Alemanha             | 1964         | [ 4 ]         |
| 3   | Cláudio Olinto de Carvalho        | Futebolista e treinador                      | Brasil               | 1942         | [ 5 ]         |
| 3   | Maria Isabel Barreno              | Escritora                                    | Portugal             | 1939         | [ 6 ]         |
| 4   | Peter Janich                      | Filósofo                                     | Alemanha             | 1942         | [ 7 ]         |
| 5   | Vágner Aparecido Nunes            | Futebolista                                  | Brasil               | 1959         | [ 8 ]         |
| 5   | Hugh O'Brian                      | Ator                                         | Estados Unidos       | 1925         | [ 9 ] [ 10 ]  |
| 5   | Phyllis Schlafly                  | Advogada e ativista                          | Estados Unidos       | 1924         | [ 11 ]        |
| 6   | Andrzej Szymczak                  | Handebolista                                 | Polónia              | 1948         | [ 12 ]        |
| 7   | António Barbosa de Melo           | Político                                     | Portugal             | 1932         | [ 13 ]        |
| 8   | Prince Buster                     | Músico                                       | Jamaica              | 1938         | [ 14 ]        |
| 8   | Hannes Arch                       | Piloto acrobático                            | Áustria              | 1967         | [ 15 ]        |
| 9   | Koichi Kato                       | Político                                     | Japão                | 1939         | [ 16 ]        |
| 10  | José Rodrigues                    | Escultor                                     | Portugal             | 1936         | [ 17 ]        |
| 10  | Pecu Cinnari                      | Baterista                                    | Finlândia            | 1966         | [ 18 ]        |
| 10  | Giuliano Carnimeo                 | Cineasta                                     | Itália               | 1932         | [ 19 ]        |
| 10  | Chica Lopes                       | Atriz                                        | Brasil               | 1925         | [ 20 ]        |
| 11  | Alexis Arquette                   | Atriz                                        | Estados Unidos       | 1969         | [ 21 ]        |
| 11  | José Luiz da Rocha                | Pintor                                       | Portugal             | 1945         | [ 22 ]        |
| 11  | Ben Idrissa Dermé                 | Futebolista                                  | Burquina Fasso       | 1982         | [ 23 ]        |
| 12  | Arquimínio Rodrigues da Costa     | Bispo                                        | Portugal             | 1924         | [ 24 ]        |
| 13  | Jonathan Riley-Smith              | Historiador                                  | Reino Unido          | 1938         | [ 25 ]        |
| 14  | Duda Ribeiro                      | Ator, diretor e roteirista                   | Brasil               | 1962         | [ 26 ]        |
| 14  | Eduard Gusev                      | Ciclista                                     | Rússia               | 1936         | [ 27 ]        |
| 15  | Domingos Montagner                | Ator                                         | Brasil               | 1962         | [ 28 ] [ 29 ] |
| 15  | Rose Perica Mofford               | Política                                     | Estados Unidos       | 1922         | [ 30 ]        |
| 16  | Carlo Azeglio Ciampi              | Presidente                                   | Itália               | 1920         | [ 31 ]        |
| 16  | Gabriele Amorth                   | Presbítero e exorcista                       | Itália               | 1925         | [ 32 ]        |
| 16  | António Mascarenhas Monteiro      | Presidente                                   | Cabo Verde           | 1944         | [ 33 ]        |
| 16  | Edward Albee                      | Dramaturgo                                   | Estados Unidos       | 1928         | [ 34 ]        |
| 17  | Wilson Leite Passos               | Político                                     | Brasil               | 1926         | [ 35 ]        |
| 17  | Sigge Parling                     | Futebolista                                  | Suécia               | 1930         | [ 36 ]        |
| 17  | Charmian Carr                     | Atriz e cantora                              | Estados Unidos       | 1942         | [ 37 ]        |
| 17  | Bahman Golbarnezhad               | Ciclista                                     | Irão                 | 1968         | [ 38 ]        |
| 19  | Paulo Humberto Pizziali (Peninha) | Percussionista do Barão Vermelho             | Brasil               | 1950         | [ 39 ] [ 40 ] |
| 19  | Boris Trakhtenbrot                | Matemático                                   | Rússia/ Israel       | 1921         | [ 41 ]        |
| 20  | Curtis Hanson                     | Cineasta                                     | Estados Unidos       | 1945         | [ 42 ]        |
| 20  | Erwin Hahn                        | Físico                                       | Estados Unidos       | 1921         | [ 43 ]        |
| 23  | Michel Rousseau                   | Ciclista                                     | França               | 1936         | [ 44 ]        |
| 23  | Marcel Artelesa                   | Futebolista                                  | França               | 1938         | [ 45 ]        |
| 23  | Andrzej Tarkowski                 | Embriologista                                | Polónia              | 1933         | [ 46 ]        |
| 24  | Buckwheat Zydeco                  | Músico                                       | Estados Unidos       | 1947         | [ 47 ]        |
| 24  | Bill Nunn                         | Ator                                         | Estados Unidos       | 1953         | [ 48 ]        |
| 24  | Mel Charles                       | Futebolista                                  | Reino Unido          | 1935         | [ 49 ]        |
| 24  | Bill Mollison                     | Ecologista                                   | Austrália            | 1928         | [ 50 ]        |
| 25  | Arnold Palmer                     | Golfista                                     | Estados Unidos       | 1929         | [ 51 ]        |
| 25  | David Padilla Arancibia           | Presidente                                   | Bolívia              | 1927         | [ 52 ]        |
| 25  | Henning Enoksen                   | Futebolista                                  | Dinamarca            | 1935         | [ 53 ]        |
| 25  | José Fernández                    | Beisebolista                                 | Cuba/ Estados Unidos | 1992         | [ 54 ]        |
| 26  | Carmen Silva                      | Cantora                                      | Brasil               | 1945         | [ 55 ]        |
| 26  | Mark Dvoretsky                    | Escritor e enxadrista                        | Rússia               | 1947         | [ 56 ]        |
| 26  | Marcos Falcon                     | Policial e dirigente                         | Brasil               | ?            | [ 57 ]        |
| 28  | Shimon Peres                      | Primeiro-ministro, presidente e Nobel da Paz | Israel               | 1923         | [ 58 ]        |
| 28  | José Gomes da Rocha               | Politico                                     | Brasil               | 1958         | [ 59 ] [ 60 ] |
| 28  | Agnes Nixon                       | Escritora e produtora de televisão           | Estados Unidos       | 1927         | [ 61 ] [ 62 ] |
| 28  | Werner Friese                     | Futebolista                                  | Alemanha             | 1946         | [ 63 ]        |
| 28  | Jamshid Amouzegar                 | Político                                     | Irão                 | 1923         | [ 64 ]        |
| 29  | Ann Emery                         | Atriz                                        | Reino Unido          | 1930         | [ 65 ]        |
| 30  | Mike Towell                       | Pugilista                                    | Reino Unido          | 1991         | [ 66 ]        |